# Pellenes seriatus
Pellenes seriatus là một loài nhện trong họ Salticidae.
Loài này thuộc chi Pellenes. Pellenes seriatus được Tord Tamerlan Teodor Thorell miêu tả năm 1875.

## Hình ảnh

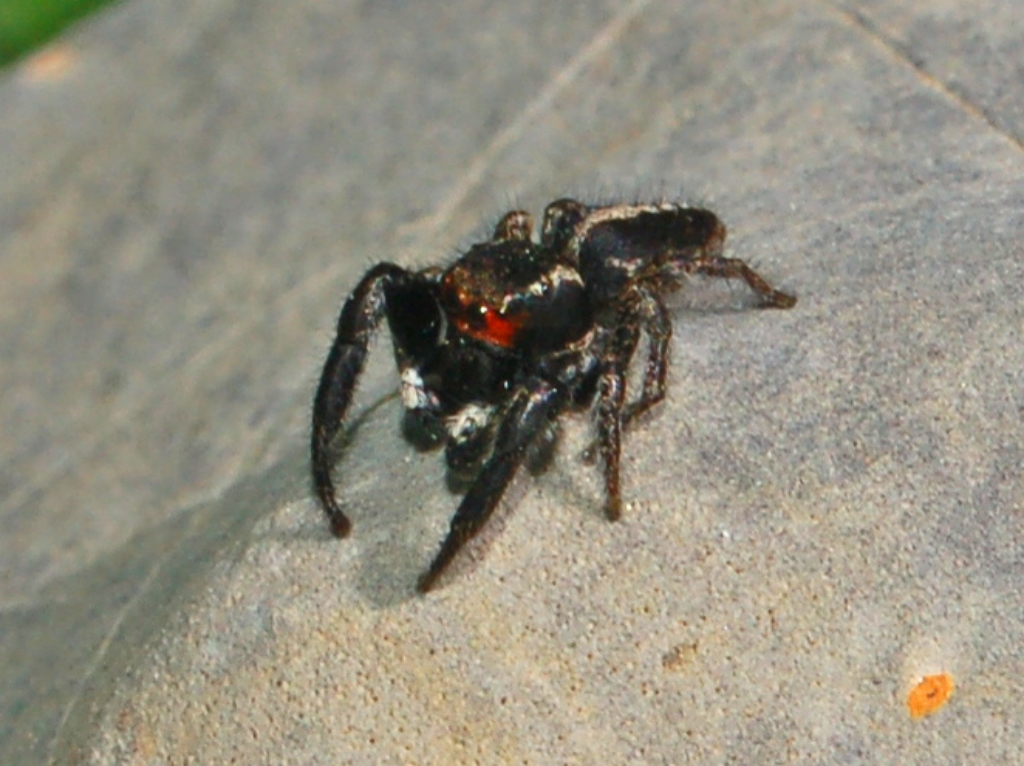
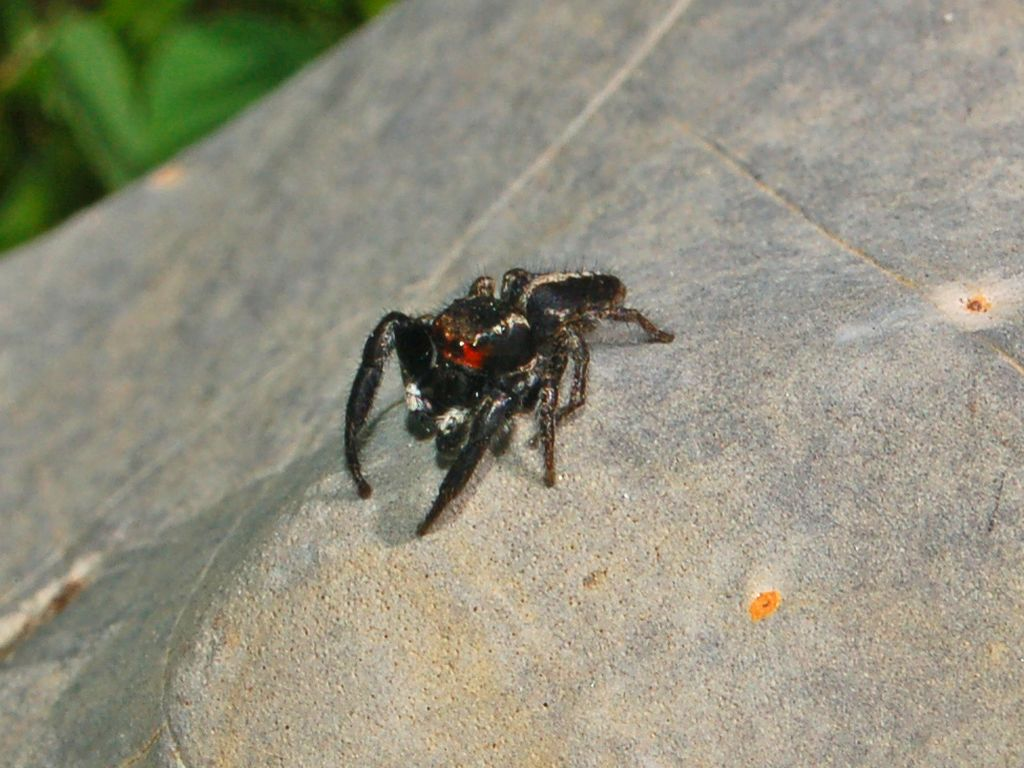
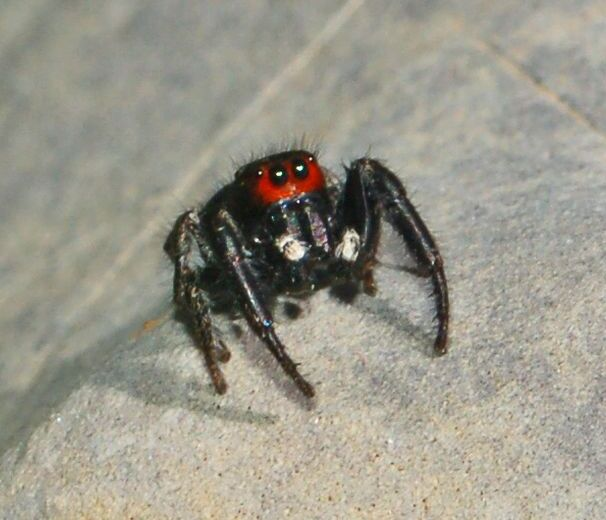